# Доблесть Витязя (бронепоезд)
«До́блесть „Ви́тязя“» — лёгкий бронепоезд Вооружённых сил Юга России (ВСЮР) в 1919—1920 годах.

## История бронепоезда
Бронепоезд «Доблесть „Витязя“» был создан в начале сентября 1919 года из трофейного петлюровского бронепоезда, захваченного под Киевом бронепоездом «Витязь». Частично укомплектован чинами команды этого бронепоезда, частично из состава добровольцев войск Киевской области ВСЮР. С сентября 1919 года участвовал в боях под Конотопом, затем зимой 1919/20 года отступал в сторону Одессы. Оставлен и уничтожен командой 31 января 1920 года на станции Тирасполь.

## Команда
В команде бронепоезда состояло около 25 кадет, 30 вольноопределяющихся, 25 солдат и казаков и 10 австрийских пленных.  Командир — капитан (позднее полковник) Имшеник-Кондратович (убит в одном из боёв бронепоезда).